# Ole Kjær
Ole Kjær (* 16. srpna 1954, Kolding, Dánsko) je bývalý dánský fotbalový brankář, který ukončil kariéru v roce 1992 v dánském klubu Esbjerg fB. V roce 1978 získal v Dánsku ocenění Fotbalista roku, kde také strávil celou svou hráčskou kariéru.
S Esbjergem vyhrál v roce 1979 dánskou fotbalovou ligu.

## Reprezentační kariéra
Působil v dánském reprezentačním výběru U21, v němž odehrál 3 zápasy. Debutoval 10. května 1975 proti Rumunsku (remíza 1:1).
V A týmu Dánska zažil debut 2. února 1977 v utkání se Senegalem (výhra 3:2). Na počátku 80. let 20. století byl součástí týmu zvaného „dánský dynamit“, který vedl německý trenér Sepp Piontek. Soupeřil o místo mezi tyčemi s Ole Qvistem a Troelsem Rasmussenem. Sehrál důležitou úlohu v kvalifikaci na Mistrovství Evropy 1984 ve Francii. Vynikl zejména v utkání ve Wembley proti domácí Anglii 21. září 1983, kde několika skvělými zákroky podržel dánský tým, který porazil Albion (= Anglie) 1:0. Zúčastnil se i samotného evropského šampionátu, kde Dánsko podlehlo v semifinále Španělsku 5:4 na penalty (po prodloužení byl stav 1:1). Na turnaji však neodchytal ani jeden zápas. Byl totiž mezi tyčemi nahrazen Ole Qvistem po výbuchu 0:6 s Nizozemskem 14. března 1984 v přípravném zápase na evropský šampionát. Byl to zároveň jeho poslední zápas v reprezentaci. Celkem odehrál v dánském národním A-týmu 26 zápasů.